# Крекінг-установка в Актау
Крекінг-установка в Актау — колишнє нафтохімічне виробництво у казахському каспійському порту Актау.
У 1976—1980 роках у Актау спорудили орієнтований на випуск полістирену нафтохімічний комплекс. Один з двох необхідних для продукування мономеру стирену компонентів — етилен — виробляла власна установка парового крекінгу потужністю 100 тисяч тонн на рік. В подальшому з нього та привозного бензену продукували етилбензен, котрий в свою чергу перетворювали на 300 тисяч тонн мономеру.
За рік піролізне виробництво повинно було споживати 160 тисяч тонн етану, постаченого з Казахського газопереробного заводу в Жанаозені по етанопроводу Узень — Актау. Втім, останній зміг вийти на рівень лише 60 тисяч тонн, так що нестачу покривали шляхом завезення з Росії.
У 1993-му виробництво етилбензену вийшло з ладу внаслідок пожежі, що призвело до зупинки всього комплексу. Певний час відбувались спроби використовувати лінію полімеризації для виробництва полістирену із привозного мономеру, проте вони не мали позитивної економіки та після 2005 року припинились.